# 胸腺細胞
胸腺细胞（Thymocyte）是位于胸腺皮质中的细胞。

## 位置和作用
胸腺细胞主要为处于不同分化状态的成熟T细胞，其与胸腺基质细胞（thymic stromal cell，TSC）组成了胸腺微环境。
其主要位于皮质上皮细胞之间。